# 193 هـ
193 هـ هي سنة في التقويم الهجري امتدت مقابلةً في التقويم الميلادي بين سنتي 808 و809.

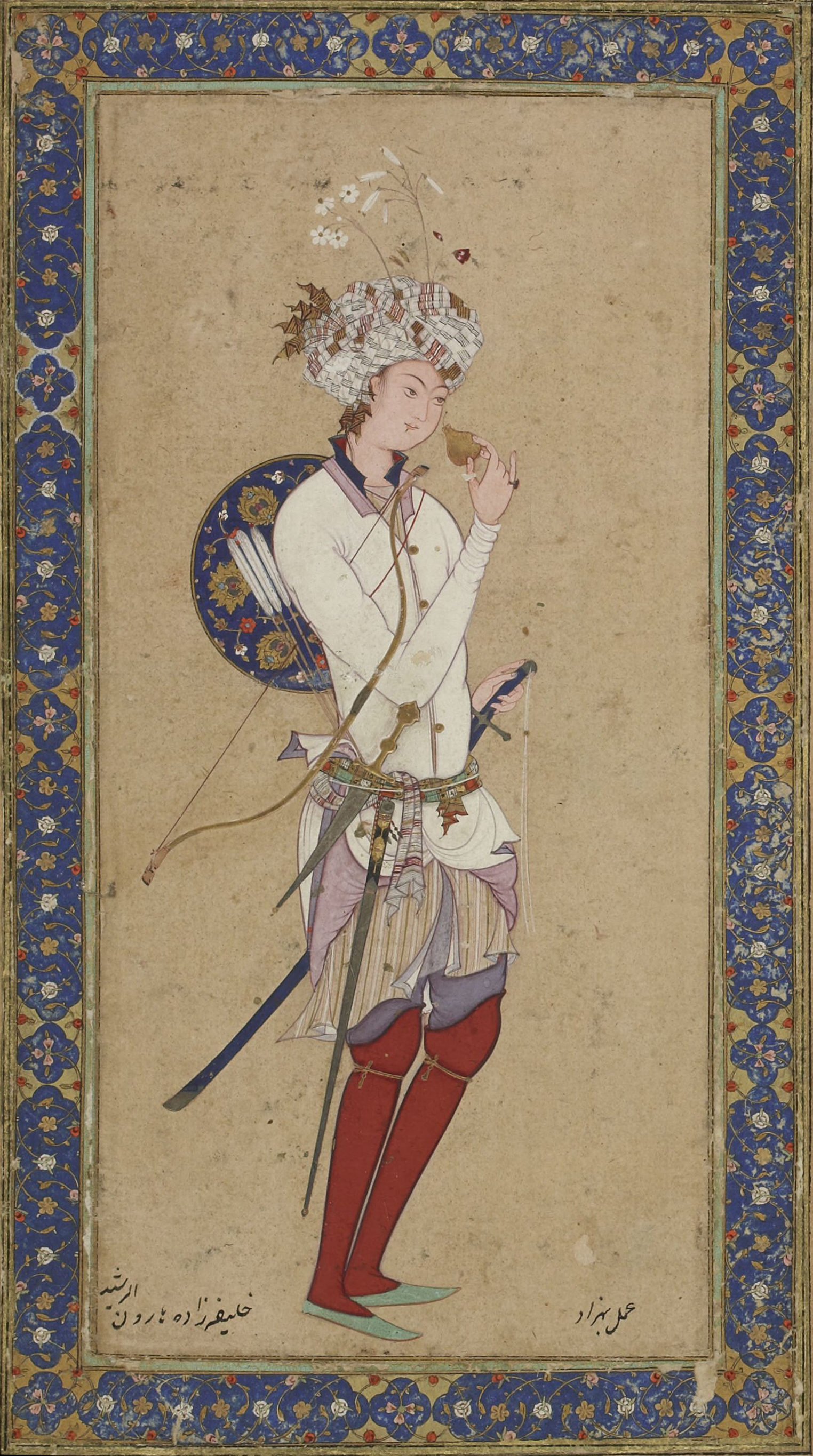
هارون الرشيد كما ظهر في كتاب ألف ليلة وليلة.

## وفيات
- ابن علية
- زياد بن عبد الرحمن اللخمي
- شعبة عن عاصم
- مروان بن معاوية
- الفضل البرمكي
- 30 جُمادى الآخرة - هارُون الرَّشيد، خامس خُلفاء الدَّولة العبَّاسيَّة (ولد في 1 مُحرَّم 149 هـ)